# Питкус, Михаил Борисович
Михаил Борисович Питкус — советский скрипач и музыкальный педагог.
Окончил Московскую консерваторию в 1930 году, ученик Абрама Ильича Ямпольского. На протяжении нескольких десятилетий преподавал там же — и по мнению специалистов, принадлежал к наиболее выдающимся продолжателям педагогической школы Ямпольского. Профессор. Среди его учеников — Борис Цуккерман, Валерий Трофименко, Алексей Гвоздев, Владимир Агилин, Михаил Симский ,Михаил Миндлин и другие.
В годы Великой Отечественной войны участник струнного квартета Московской консерватории (с Я. И. Рабиновичем, Ю. И. Янкелевичем и Б. М. Реентовичем), давшего более 500 концертов для фронтовиков.